# 在ハバロフスク日本国総領事館
在ハバロフスク日本国総領事館（ロシア語: Генеральное Консульство Японии в Хабаровске、英語: Consulate-General of Japan in Khabarovsk）は、極東ロシアハバロフスク地方のハバロフスクに設置されている日本の総領事館。ハバロフスク地方、ユダヤ自治州、アムール州、サハ共和国（ヤクーチャ）、ザバイカル地方、ブリヤート共和国、イルクーツク州を管轄する。
2017年10月1日時点で管轄区域内の在留邦人数は68人となっており、これは在外公館別で第207位、総領事館の中では在ユジノサハリンスク日本国総領事館と並んで最小規模である。

## 沿革
- 1919年6月 - 白系ロシア人勢力コルチャック政権が実効支配するハバロフスクに領事館（在ハバロフスク日本帝国領事館）が開設される。初代領事は杉野鋒太郎[2]。
- 1920年9月20日、情勢急変により日本政府が帝国領事館の閉鎖および在留邦人引き揚げの命令を発する[3]
- 1925年1月20日、日ソ基本条約の締結により日ソ間の国交が樹立される[4]
- 1925年8月27日、在ハバロフスク日本帝国総領事館が開設される[4]
- 1938年8月3日、張鼓峰事件に対する制裁措置としてソ連邦がハバロフスクの帝国領事館を閉鎖する[4]
- 1993年11月11日 - 在ハバロフスク日本国総領事館が開設される[5]。ハバロフスクに日本の総領事館が置かれるのは55年ぶりである。

## 所在地
| 日本語   | 〒690003 ロシア連邦ハバロフスク市ツルゲーネフ通り46 |
| ロシア語 | 680000 г.Хабаровск, ул.Тургенева, 46                |
| 英語     | 46, Turgeneva Str., Khabarovsk, 680000 Russia       |